# Restio praeacutus
Restio praeacutus är en gräsväxtart som beskrevs av Maxwell Tylden Masters. Restio praeacutus ingår i släktet Restio och familjen Restionaceae. Inga underarter finns listade i Catalogue of Life.